# Leza (kommun)
Leza är en kommun i Spanien. Den ligger i Álavaprovinsen i södra delen av den autonoma regionen Baskien i norra delen av landet, 250 km norr om huvudstaden Madrid. Antalet invånare är 210 (2024).